# آرنه ماتسون
آرنه ماتسون (بالسويدية: Arne Mattsson)‏ (و. 1919 – 1995 م) هو مخرج أفلام، وكاتب سيناريو، ومخرج سويدي، ولد في أوبسالا، توفي في أوبسالا، عن عمر يناهز 76 عاماً.

## وصلات خارجية
- آرنه ماتسون على موقع IMDb (الإنجليزية)
- آرنه ماتسون على موقع ألو سيني (الفرنسية)
- آرنه ماتسون على موقع أول موفي (الإنجليزية)
- آرنه ماتسون على موقع قاعدة بيانات الأفلام السويدية (السويدية)
- آرنه ماتسون على موقع قاعدة بيانات الفيلم (الإنجليزية)
- آرنه ماتسون على موقع كينوبويسك (الروسية)